# Серебрийский, Яков Моисеевич
Яков Моисеевич Серебри́йский (22 июня 1913, Николаев, Херсонская губерния — 1989, Жуковский, Московская область) — советский учёный в области механики, доктор технических наук (1943), профессор. Лауреат Сталинской премии (1947) и Ленинской премии (1961).

## Биография
В годы Гражданской войны с родителями переехал в Курск. После окончания школы-девятилетки приехал в Москву, работал токарем на заводе. В декабре 1930 года поступил в МАИ имени С. Орджоникидзе. Вошёл в экспериментальную группу КИМ на самолётостроительном факультете. Одновременно учился по математической специальности на заочном отделении МГУ имени М. В. Ломоносова, окончил механико-математический факультет МГУ (заочно) в 1936 году.
Первую производственную практику проходил в ЦАГИ в 1932 году. Дипломную работу выполнил на аэродинамической трубе Т-5 ЦАГИ (опубликовано в Трудах ЦАГИ в 1936 году). В 1936 году окончил МАИ имени С. Орджоникидзе. По рекомендации поступил в аспирантуру ЦАГИ, в 1939 году защитил кандидатскую диссертацию по аэродинамике упругого крыла.
Преподавал в МАИ имени С. Орджоникидзе. Во время Великой Отечественной войны с ЦАГИ находился в эвакуации в Казани. В 1943 году защитил докторскую диссертацию по методам расчёта обтекания произвольного профиля несжимаемой жидкостью. Предложил (совместно с С. А. Христиановичем) «метод кубов» для определения сопротивления тела при наличии местной сверхзвуковой зоны.
С образованием МФТИ преподавал в нём, профессор.
Умер 28 декабря 1989 года. Похоронен в Жуковском (Московская область) на Быковском кладбище.

## Научные труды
Исследования по теории упругого крыла, влияние земной поверхности на аэродинамику крыла, учёт сжимаемости газа при расчётах профиля, способы управления пограничным слоем.
- Влияние близости Земли на аэродинамические характеристики самолёта. М., 1936;
- Аэродинамика упругого крыла. М., 1937;
- Максимальное значение местных скоростей и местных нагрузок, возникающих на поверхности самолёта при больших скоростях полёта // Техника воздушного флота. 1942. № 5/6 (в соавт.);
- Расчёт лобового сопротивления крыла на режиме максимальной скорости // Технические отчёты ЦАГИ: № 28. М., 1944 (в соавт.);
- О волновом сопротивлении // Труды ЦАГИ: Вып. 550. М., 1944 (в соавт.);
- Аэродинамика установившегося обтекания тел при дозвуковых скоростях // Механика в СССР за 50 лет: В 3 т. Т. 2: Механика жидкости и газа. М., 1970 (в соавт.)

## Награды и премии
- Сталинская премия второй степени (1947; с А. А. Дородницыным, П. П. Красильщиковым, В. В. Струминским, Р. И. Штейнбергом) — за разработку крыльев для скоростных самолётов.
- Ленинская премия в области техники (1961; с Г. С. Бюшгенсом, П. П. Красильщиковым, М. Д. Миллионщиковым, В. В. Струминским)
- три премии имени Н. Е. Жуковского (1973 — с золотой медалью, 1985 — первой степени, 1988 — второй степени).
- орден Трудового Красного Знамени
- орден Красной Звезды (16.09.1945)
- орден «Знак Почёта»
- медали

## Семья
Брак был бездетным.
- отец — Моисей Яковлевич Серебрийский, бухгалтер (1882, Бар, Подольская губерния — 1934).
- мать — Юлия Марковна Серебрийская, учитель математики детей иудейского вероисповедания (урождённая Белицкая, 1882, Александровка, Киевская губерния — 1967).
- сестра — Вера Моисеевна Серебрийская, преподаватель физики ММСИ (1923, Курск — 2006).
- дядя — комдив Семён Маркович Белицкий (1889, Золотоноша — 1938, Москва, умер в тюрьме), начальник 26-й стрелковой дивизии (1919) и 51-й стрелковой дивизии (1920), заместитель председателя ЦС Осоавиахима и начальник Управления военных издательств (Госвоениздат) НКО СССР.
- дядя — интендант 1-го ранга Роман Маркович Белицкий, (1904, Николаев — 1971), начальник 1-го отделения III отдела Генерального штаба РККА; репрессирован 1938—1954.
- дядя — инженер-электрик Григорий Маркович Белицкий, (1887, Золотоноша — 1965), Ленинград-Рига.
- дядя — инженер путей сообщения Борис Маркович Белицкий, (1892—1919).
- дядя — фабрикант, купец 1-й гильдии Наум Яковлевич Серебрийский, (ум. 1927), владелец гильзовой фабрики, Курск.